# Secrets of the Muse
Secrets of the Muse — альбом Джордана Рудесса, записанный и изданный в 1997 году.

## Об альбоме
Secrets of the Muse целиком составлен из импровизаций на различных синтезаторах, знакомых слушателям по таким альбомам, как 4NYC и Christmas Sky, которые были изданы в 2002 году. Звук в альбоме отличается от звука в других альбомах, поскольку в Secrets of the Muse заметен более мягкий, спокойный подход.
Композиция Stillness была использована в проекте Rudess/Morgenstein Project, где была доработана и исполнена обоими участниками как композиция Masada. В «Secrets of the Muse» Stillness была исполнена с применением электронных ударных.

## Список композиций
1. Stillness — 3:09
2. Deepest Love — 4:20
3. Autumn Fire — 3:40
4. Gentle Ways — 3:45
5. Footpath — 3:43
6. Virgin Snow — 2:54
7. Darkness — 3:54
8. Drifting East — 4:08
9. A Call For Beauty — 3:31
10. Cradle Song — 4:04
11. New Life — 4:15
12. So It Is — 2:51
13. Sunset Swingset — 3:03

## Участники записи
- Джордан Рудесс — пианино, синтезаторы